# Lee (Nevada)
Lee es un área no incorporada ubicada en el condado de Elko en el estado estadounidense de Nevada.

## Geografía
Lee se encuentra ubicado en las coordenadas 40°34′6″N 115°36′27″O / 40.56833, -115.60750.